# Radara tauralis
Radara tauralis là một loài bướm đêm trong họ Noctuidae.